# Limaformosa crossi
Limaformosa crossi — вид змій родини Lamprophiidae. Мешкає в Західній Африці.

## Поширення і екологія
Limaformosa crossi поширені від Східної Гвінеї на схід до ЦАР; крім того, вид спостерігався на заході Сенегалу. Вони живуть в саванах і рідколіссях, на висоті до 1200 м над рівнем моря. Ведуть нічний, деревний спосіб життя. Живляться ссавцями, ящірками, зміями і земноводними.